# Paralimnophila caledonica
Paralimnophila caledonica är en tvåvingeart som först beskrevs av Alexander 1948.  Paralimnophila caledonica ingår i släktet Paralimnophila och familjen småharkrankar. Inga underarter finns listade i Catalogue of Life.